# Le sorelle Alfabeto
Le sorelle Alfabeto è un romanzo di Monica McInerney del 2004.

## Trama
Lola Quinlan si appresta a festeggiare l'ottantesimo compleanno e ha deciso di riunire tutta la famiglia comprese le tre nipoti Anna, Bett e Carrie. Le tre sorelle non si parlano da tre anni, da quando Carrie si è fidanzata e sposata con l'ex fidanzato di Bett. 
Bett ora lavora a Londra in una casa discografica dove recencisce le nuove band musicali; Anna vive a Sydney con la figlia Ellen e, dopo aver fallito la carriera da attrice, ora presta la voce per pubblicità televisive; Carrie vive ancora nella Clare Valley (Australia) dove è cresciuta con le sorelle e lavora al motel dei genitori. 
Lola riesce a convincere Anna e Bett a tornare nella Clare Valley a festeggiare il suo compleanno e a risolvere i problemi sorti tre anni prima tra le sorelle. Attraverso espedienti organizzati da Lola stessa, Anna, Bett e Carrie riescono per la prima volta dopo tre anni a raccontarsi la verità sul litigio che ha scatenato la loro divisione. Grazie ai chiarimenti, le tre sorelle tornano, per volere della nonna Lola, ad esibirsi ancora una volta nei panni delle "Alphabet Sisters". 
Quando tutto sembra essere tornato a posto tra le tre sorelle, Anna scopre però di avere un tumore ai polmoni molto esteso. Inizierà un travaglio di dolore per tutta la famiglia Quinlan che porterà le "Alphabet Sisters" a riavvicinarsi come non mai. Alla morte di Anna tutto ciò che rimane di lei, oltre i ricordi, è la figlia Ellen che assomiglia ogni giorno di più alla madre.

## Edizioni
- Monica McInerney, Le sorelle Alfabeto, traduzione di Silvia Bini, Corbaccio, 2005,  pp. 407, cap. 32 + 2, ISBN 88-7972-650-1.